# Cactus (banda estadounidense)
Cactus es un grupo de hard rock formado en Long Island (Nueva York) en 1969, por Carmine Appice y Tim Bogert, tras la disolución de Vanilla Fudge.
La banda es considerada una de las influencias de artistas como Van Halen, Ronnie Montrose, Anvil o The Black Crowes.

## Formación
Cactus fue inicialmente concebido, en 1969, como un proyecto que nucleaba a Carmine Appice y Tim Bogert, base rítmica de Vanilla Fudge, más el guitarrista Jeff Beck y el cantante Rod Stewart, a quienes se sumaba la xilofonista y cantante Adele Smitchell, no obstante el supergrupo se vio frustrado, ya que Beck sufrió un grave accidente automovilístico, y estuvo inactivo por un año, por tanto Stewart se unió al grupo Faces, de su excompañero en el Jeff Beck Group, Ronnie Wood, y Bogert y Appice siguieron adelante con Cactus por su cuenta.

## Grabaciones y pronta separación
Hacia 1970 Beck y Bogert contratan al guitarrista de blues Jim McCarty (no relacionado con el baterista de Yardbirds del mismo nombre), y al cantante Rusty Day, que venía del conjunto hard rock psicodélico The Amboy Dukes, de Ted Nugent.
El grupo graba un álbum debut homónimo, que es lanzado ese mismo año (1970), con buena recepción, mientras que al año siguiente editan One Way...Or Another y Restrictions.
Finalmente, en agosto de 1972 Cactus lanza su cuarto long play en dos años: el curiosamente titulado Ot 'N' Sweaty, aunque para este disco Bogert y Appice están acompañados por el guitarrista Werner Fritzschings, y el cantante Peter French, además de Duane Hitchings en teclados.
Appice y Bogert, sin embargo, disuelven la banda tras la edición de este trabajo, para unirse a un ya recuperado Jeff Beck, con quien forman Beck, Bogert & Appice, dando por terminada la breve pero intensa primera fase de Cactus.

## Reunión
Nada menos que 34 años más tarde, en 2006, Cactus reaparece con una actuación en un programa de radio neoyorquino, y un concierto en el "B.B. King's Blues Club", el 3 de junio de ese año, en Times Square, primer show de la banda desde 1972, y que sirvió de preparación para una actuación que tuvo lugar una semana más tarde, en el marco del "Sweden Rock Festival", en Suecia.
Esta versión de Cactus, amén de los líderes Bogert y Appice, contó con el guitarrista Jim McCarty, y un cantante nuevo: Jimmy Kunes, exmiembro de Savoy Brown, formación que ese mismo año graba Cactus V, el quinto álbum de la banda.
Curiosamente, en 2008 McCarty abandona el grupo, siendo reemplazado por el mismo guitarrista que lo sustituyó 36 años atrás: Werner Fritzschings, asimismo, el bajista Elliot Dean Rubinson reemplaza a Tim Bogert, quien decidió ya no tocar más en vivo.
En 2011 Jim McCarty regresa una vez más, marcando el ingreso del bajista Pete Bremy, quien a su vez es convocado para tocar en Vanilla Fudge al mismo tiempo.

## Discografía
- Cactus (1970)
- One Way...Or Another (1971)
- Restrictions (1971)
- Ot 'N' Sweaty (1972)
- Cactus V (2006)
- Black Dawn (2016)